# Fabien Savreux
Fabien Savreux, né le 11 janvier 1973, est un ancien joueur français de rink hockey occupant le poste de gardien de but, ancien sélectionneur national de l'équipe de France Seniors.

## Biographie
Formé au SCRA Saint-Omer, il y joue en première division dès 1989. Appelé en équipe nationale, il participe à plusieurs compétitions internationales : championnat du monde A et B et championnat d'Europe.
Après avoir été sélectionneur des équipes de France juniors, il succède à Eric Marquis en tant que sélectionneur national de l'équipe de France Seniors entre 2007 et 2023.

## Palmarès
- 6 titres de champion de France de N1 : 1990/1991, 1991/1992, 1992/1993, 1993/1994, 2000/2001, 2005/2006
- 1 titre de champion de France de N2 : 1988/1989
- 1 Coupe de France : 2004/2005